# Травень 2020
Травень 2020 — п'ятий місяць 2020 року, що розпочався у п'ятницю 1 травня та закінчиться у неділю 31 травня.

## Події
- 2 травня
  - В Києві представники готельного бізнесу вийшли на індивідуальні пікети в рамках руху Save ФОП.
- 3 травня
  - Названо переможців четвертої національної кінопремії «Золота дзиґа» Української кіноакадемії. Найкращим фільмом визнано «Мої думки тихі», найкращим режисером — Алієва Нарімана (фільм «Додому»).[1]
- 5 травня
  - Оголошено переможців Пулітцерівської премії; серед них у різних номінаціях — газети Anchorage Daily News та Нью-Йорк таймс, агентство Рейтер та інші[2].
- 6 травня
  - Астрономи виявили першу чорну діру, яка розташована в зоряній системі HR 6819, що видима неозброєним оком[3].
- 7 травня
  - Тринадцять людей загинули й близько 1000 отримали ушкодження внаслідок витоку стиролу[en] на хімічному заводі компанії «LG Polymers» в окрузі Вішакгапатнам на сході Індії[4].
- 9 травня
  - Пандемія коронавірусної хвороби 2019: кількість інфікованих у світі перевищила 4 мільйони[5].
- 11 травня
  - Коронавірусна хвороба 2019 в Україні: відбулося послаблення карантину — відкриті парки та сквери, стоматології, непродовольчі магазини, перукарні тощо[6].
- 16 травня
  - У Франції після 26 років розшуку заарештували Фелісьена Кабугу. Його звинувачують в участі й фінансуванні геноциду в Руанді в 1994 році[7].
- 20 травня
  - Пандемія коронавірусної хвороби 2019: кількість інфікованих у світі перевищила 5 мільйонів[8].
  - На Індію та Бангладеш обрушився Циклон Амфан який забрав життя 128 людей та завдав масштабних руйнувань на суму 14 мільярдів доларів[9].
- 21 травня
  - У результаті конфлікту на Житомирщині місцевий мешканець вбив семеро людей[10].
  - У світі кількість інфікованих зросла до 5 млн чоловік, у США до 1,5 млн, а в Росії — до 308 тис.[11]
- 22 травня
  - У Пакистані у м. Карачі розбився літак Airbus A320. Загинуло щонайменше 98 людей[12].
  - Коронавірусна хвороба 2019 в Україні: відбулося послаблення карантину — відновлюється робота громадського транспорту[13].
  - В Україні кількість інфікованих зросла до 20 тисяч чоловік[14]
- 23 травня
  - У Києві знайшли застреленим народного депутата Валерія Давиденка[15].
  - У Кагарлику на Київщині поліцейські побили у відділку двох людей і кілька разів зґвалтували жінку[16].
- 24 травня
  - В Ізраїлі вперше почався суд над чинним прем'єр-міністром, Беньяміном Нетаньягу[17].
  - У Гонконзі поновилися масові антикитайські протести[18].
- 25 травня
  - У Міннеаполісі (США) афроамериканець Джордж Флойд загинув при затриманні поліцейськими, що спричинило масові протести[19].
- 27 травня
  - На США обрушився Тропічний шторм Берта та забрав життя однієї людини[20].
- 28 травня
  - Всекитайські збори ухвалили закон про національну безпеку Гонконгу, що обмежує його автономію[21].
- 29 травня
  - У Броварах на Київщині сталася масова сутичка із стріляниною, ймовірно, спричинена конфліктом між місцевими автоперевізниками[22].
  - Під час розгерметизації баку на ТЕЦ-3 в Норильську стався витік більше 20 тис. тонн дизельного палива[23]
- 30 травня
  - Вперше в історії до МКС запущений приватний пілотований космічний корабель Dragon 2 (SpaceX)[24].
  - Близько 5:00 на спостережному пункті «Берлога» на лінії контролю з Кримом був викрадений РФ під час несення служби старший солдат Євген Добринський[25].
- 31 травня
  - В Україні відбулось онлайн оголошення переможців Премії «Золота Жар-птиця» за 2020 рік. Співаком року став Олег Винник, а співачкою — Настя Каменських.[26]
  - Країнами Центральної Америки пройшовся Тропічний шторм Аманда, який забрав життя 33 людей.